# 杉山俊介
杉山 俊介（すぎやま しゅんすけ、1977年6月5日 - ）は、北海道旭川市出身の元プロ野球選手（捕手）。右投右打。

## 来歴・人物
小学3年の時に野球を始める。
砂川北高校では1年生の時からレギュラーとなり、2年生の時に正捕手として甲子園（第76回選手権大会）に出場（北北海道代表）。1回戦の島根県代表・江の川高校（現・石見智翠館高校）戦に6-5で勝利。同校の甲子園初勝利に貢献した。2回戦は南北海道代表の北海高校と対戦し、史上初の北海道対決として注目を集めたが1-10で大敗。
1995年、副キャプテンとして臨んだ最後の夏は北北海道大会まで進出するも、最終的に代表校となった旭川実業高校に2-4で敗れた。この試合で杉山は2点本塁打を放っている。
同年秋のプロ野球ドラフト会議で横浜ベイスターズに4位指名され入団したが、一軍出場のないまま2001年オフに福岡ダイエーホークスにテスト入団。そのダイエーでも一軍出場は2年間で1試合に留まり、2003年オフに一旦は現役を引退した。
翌2004年に千葉ロッテマリーンズにブルペン捕手として入団。だが、チームの捕手にケガ人が続出して、二軍の試合に支障が出兼ねなかったため、同年5月10日に再び支配下選手登録され、主に試合途中から二軍公式戦20試合に出場。8月8日、日本ハム二軍戦でシーズン唯一の安打を放った。
2005年には二軍でも出場機会が減少。最終戦で代打本塁打を放つもオフに戦力外通告を受ける。現役続行を希望して12球団合同トライアウトを受けたがこの年限りで引退。
2006年からは北海道日本ハムファイターズでブルペン捕手兼二軍マネージャーを務めた。
2010年からは千葉ロッテマリーンズに復帰し、ブルペン捕手兼一軍マネージャーを務め、2011年からは一軍マネージャーに専任。
2014年から2016年まではマリーンズ・アカデミーのコーチとして千葉県を中心とした子供たちの指導に従事。
2017年からは北海道に戻り、北海道日本ハムファイターズ・ベースボールアカデミーのコーチに就任。
2021年には「S-SPORTS&LIFE」を設立し、北広島市や旭川市での野球教室「S-SPORTS BASEBALL ACADEMY」を運営する。

## 詳細情報

### 年度別打撃成績
| 年 度     | 球 団     | 試 合 | 打 席 | 打 数 | 得 点 | 安 打 | 二 塁 打 | 三 塁 打 | 本 塁 打 | 塁 打 | 打 点 | 盗 塁 | 盗 塁 死 | 犠 打 | 犠 飛 | 四 球 | 敬 遠 | 死 球 | 三 振 | 併 殺 打 | 打 率 | 出 塁 率 | 長 打 率 | O P S |
| --------- | --------- | ----- | ----- | ----- | ----- | ----- | -------- | -------- | -------- | ----- | ----- | ----- | -------- | ----- | ----- | ----- | ----- | ----- | ----- | -------- | ----- | -------- | -------- | ----- |
| 2002      | ダイエー  | 1     | 2     | 2     | 0     | 1     | 0        | 0        | 0        | 1     | 0     | 0     | 0        | 0     | 0     | 0     | 0     | 0     | 0     | 0        | .500  | .500     | .500     | 1.000 |
| 通算：1年 | 通算：1年 | 1     | 2     | 2     | 0     | 1     | 0        | 0        | 0        | 1     | 0     | 0     | 0        | 0     | 0     | 0     | 0     | 0     | 0     | 0        | .500  | .500     | .500     | 1.000 |

### 記録
- 初出場：2002年6月15日、対大阪近鉄バファローズ11回戦（大阪ドーム）、4回裏に坊西浩嗣に代わり捕手として出場
- 初打席・初安打：同上、6回表にジェレミー・パウエルから投手前内野安打

### 背番号
- 50 （1996年 - 2001年）
- 00 （2002年 - 2003年）
- 93 （2004年 - 2005年）
- 97 （2007年 - 2009年）
- 90 （2010年）